# Viburnum amatenangense
Viburnum amatenangense är en desmeknoppsväxtart som beskrevs av Cyrus Longworth Lundell. Viburnum amatenangense ingår i släktet olvonsläktet, och familjen desmeknoppsväxter. Inga underarter finns listade i Catalogue of Life.